# Hans Erni

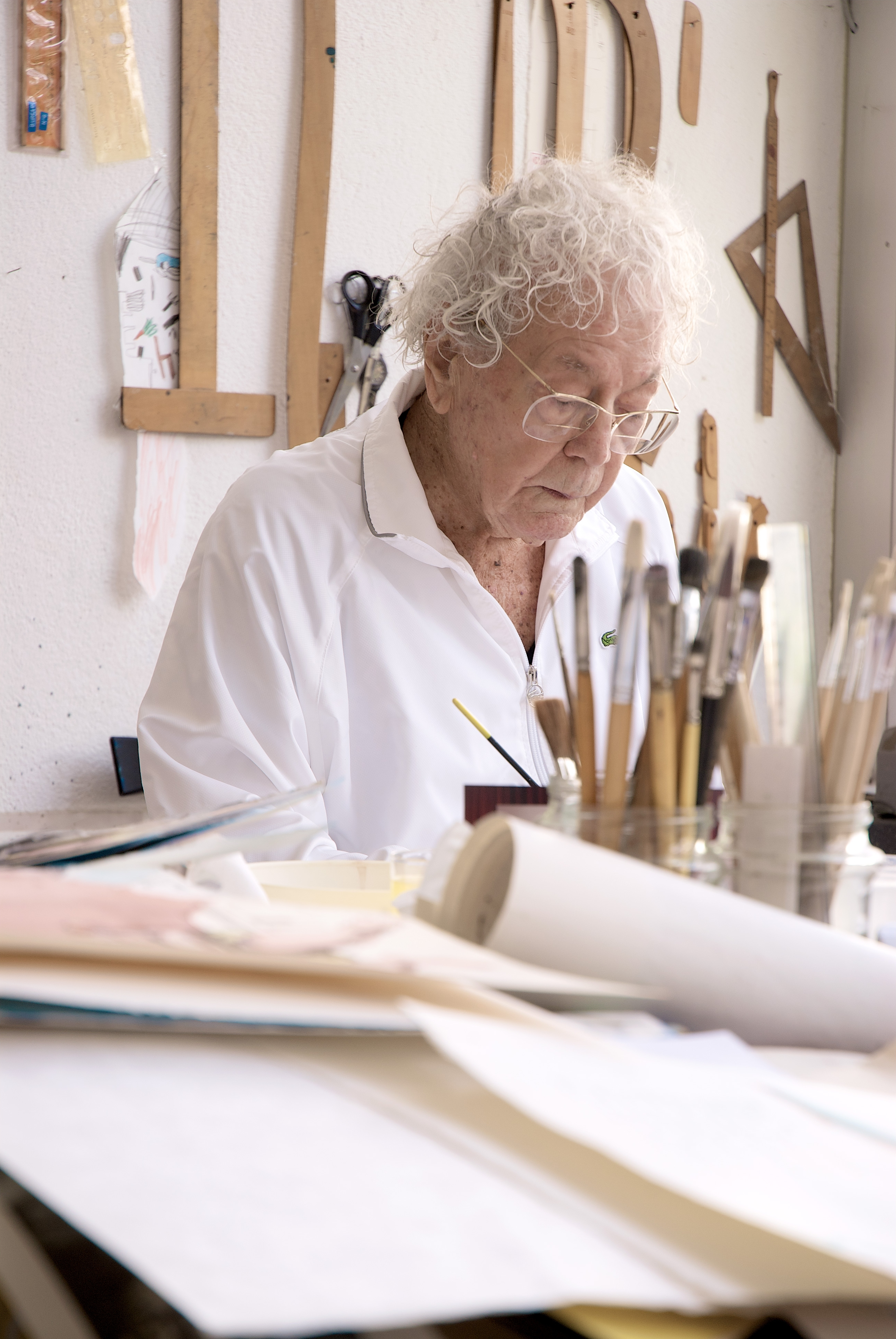
Hans Erni w kwietniu 2010

Hans Erni (ur. 21 lutego 1909 w Lucernie, zm. 21 marca 2015 tamże) – szwajcarski malarz, grafik, projektant i rzeźbiarz.

## Życiorys
Urodził się jako trzecie dziecko w licznej rodzinie bez wcześniejszych inklinacji artystycznych. Znany jest z projektowania znaczków pocztowych, litografii dla szwajcarskiego Czerwonego Krzyża, publikacji prasowych i opracowań krytycznych oraz aktywnego uczestnictwa w pracach Komitetu Olimpijskiego.
W latach 1915–1927 Erni pobierał naukę w szkołach publicznych, terminował jako technik, a później jako konstruktor budowlany. Podczas pierwszych lat praktyki zawodowej samodzielnie zdobywał wiedzę na temat sztuki, co zdecydowało, że postanowił kontynuować karierę jako artysta – zapisał się do Szkoły Rzemiosł Artystycznych w Lucernie, do której uczęszczał w latach 1927-1928.
Lata 1928-1929 spędził w paryskiej Académie Julian, gdzie zdobył pierwszą nagrodę w konkursie plastycznym. W tym samym czasie pracował jako samodzielny artysta we własnej pracowni. Od 1929 roku kontynuował studia w Zjednoczonej Szkole Państwowej Sztuki Wolnej i Stosowanej (niem. Vereinigte Staatsschulen für freie und angewandte Kunst) w Berlinie, gdzie spędził dwa lata. Po powrocie do Paryża w 1930 roku spotkał się z kilkoma artystami, m.in. z Kandinskym, Mondrianem, Brâncușim, Picassem i Georgesem Braque'em – był pod ich wielkim wrażeniem. Po podróży do Belgii, Włoch i wizycie w Londynie – zamieszkał w rodzinnej Szwajcarii. Był współzałożycielem szwajcarskiej grupy sztuki abstrakcyjnej „Allianz”.
Szerokiej publiczności Hans Erni był najlepiej znany ze swoich licznych rzeźb i dekoracji ściennych, widocznych w najważniejszych miejscach w Szwajcarii.
Zawierające dużą kolekcję dzieł sztuki Muzeum Hansa Erniego (Hans Erni Museum) położone jest na terenie Muzeum Transportu w Lucernie. Około 300 zgromadzonych w nim dzieł ukazuje siedem dekad działalności artystycznej Erniego: dokumentują tematyczne i techniczne aspekty wciąż niespokojnego i energicznego artysty. Dają one również obraz jego wyjątkowej pracy i życia, które poświęcił na badanie współczesności, jak też kulturalnym, technicznym i ekologicznym tematom. Eksponowane w Muzeum Hansa Erniego imponujące malowidła zapewniają niepowtarzalną atmosferę, a sam budynek muzealny jest popularnym miejscem spotkań i dyskusji szerokiego audytorium.
W 2004 roku Hans Erni został uhonorowany tytułem „Honorowy Obywatel Lucerny”. W 2009 roku obchodził swoje 100. urodziny.
Nazywany był „Szwajcarskim Picassem”.